# Sándor Holczreiter
Sándor Holczreiter (Füzesabony, 18 luglio 1946 – Tatabánya, 14 dicembre 1999) è stato un sollevatore ungherese.
È stato un medagliato olimpico e mondiale, ha gareggiato principalmente nella categoria dei pesi mosca (fino a 52 kg).

## Biografia
Ha partecipato alle Olimpiadi di Monaco 1972 vincendo la medaglia di bronzo; la stessa gara valeva anche come Campionato mondiale, pertanto Holczreiter si aggiudicò una doppia medaglia di bronzo.
Ai Campionati mondiali di sollevamento pesi, oltre il bronzo del 1972, vinse la medaglia d'oro nel 1970 poi revocata per doping, la medaglia d'argento nel 1971 e si classificò al 5º posto nel 1969.
Ai Campionati europei vinse la medaglia d'argento nel 1970 e nel 1971.
Holczreiter è riuscito nella sua carriera a realizzare anche due record del mondo, uno nel totale nei pesi mosca e l'altro nella distensione nei pesi gallo.
Nel 1974 Holczreiter si ritirò dalle competizioni e si dedicò all'attività di allenatore.